# Nieuw-Zeelandse dollar
De Nieuw-Zeelandse dollar is de munteenheid van Nieuw-Zeeland. Eén dollar is 0,56 euro. De Nieuw-Zeelandse dollar staat ook wel bekend als kiwi-dollar. Deze munteenheid wordt ook gebruikt in de Cookeilanden, Niue, Tokelau, en de Pitcairneilanden.
De volgende munten worden gebruikt: 10, 20, 50 cent en 1 en 2 dollar. Het papiergeld is beschikbaar in biljetten van 5, 10, 20, 50 en 100 dollar. De 1 en 2 centmuntstukken werden in 1990 uit de geldcirculatie genomen. De 1 en 2 dollarbankbiljetten werden in 1991 vervangen door munten. De munt van 5 cent werd ingetrokken in oktober 2006. De munten worden geslagen door de Britse Royal Mint en door de Royal Canadian Mint.
Sinds 1999 worden de bankbiljetten niet meer van katoen gemaakt, maar van polymeren.

## Geschiedenis
Toen Nieuw-Zeeland nog een kolonie was van het Verenigd Koninkrijk, werd het pond sterling gebruikt. Nadat het eiland zelfbestuur kreeg in 1947, werd het Nieuw-Zeelandse pond geïntroduceerd in een verhouding van 1:1. De Nieuw-Zeelandse dollar verving deze munteenheid op 10 juli 1967 in een verhouding van 2 dollar tot 1 pond. Hiermee werd ook het decimale stelsel ingevoerd.

## Munten
| 10 cent  | 31 juli 2006     | 20,50 mm | staal met een koperlaagje  | Elizabeth II |                               |
| 20 cent  | 31 juli 2006     | 21,75 mm | staal met een nikkellaagje | Elizabeth II |                               |
| 50 cent  | 31 juli 2006     | 24,75 mm | staal met een nikkellaagje | Elizabeth II | HMS Endeavour; Mount Taranaki |
| 1 dollar | 11 februari 1991 | 23,00 mm | aluminiumbrons             | Elizabeth II | kiwi; zilveren boomvaren      |
| 2 dollar | 11 februari 1991 | 26,50 mm | aluminiumbrons             | Elizabeth II | Oosterse grote zilverreiger   |

## Bankbiljetten
| Serie 2015-2016 | Serie 2015-2016 | Serie 2015-2016 | Serie 2015-2016 | Serie 2015-2016 | Serie 2015-2016                              | Serie 2015-2016                 |
| Afbeelding      | Afbeelding      | Waarde          | Jaartal         | Kleur           | Voorzijde                                    | Achterzijde                     |
| --------------- | --------------- | --------------- | --------------- | --------------- | -------------------------------------------- | ------------------------------- |
|                 |                 | 5 dollar        | 2015            | Oranje          | Edmund Hillary; Mount Cook                   | Geeloogpinguïn (Hoiho)          |
|                 |                 | 10 dollar       | 2015            | Blauw           | Kate Sheppard; Camellia                      | Blauwe eend (Whio)              |
|                 |                 | 20 dollar       | 2016            | Groen           | Elizabeth II; Parlementsgebouw in Wellington | Nieuw-Zeelandse valk (Karearea) |
|                 |                 | 50 dollar       | 2016            | Paars           | Āpirana Ngata; Porourangi ontmoetingshuis    | Callaeas (Kōkako)               |
|                 |                 | 100 dollar      | 2016            | Rood            | Ernest Rutherford; Nobelprijsmedaille        | Mohoua (Mohua)                  |